# علی السعدی
علی السعدی (انگلیسی: Ali Al Saadi؛ زادهٔ ۲۰ آوریل ۱۹۸۶) یک بازیکن فوتبال اهل لبنان است.
از باشگاه‌هایی که در آن بازی کرده‌است می‌توان به باشگاه ورزشی صفا اشاره کرد.
وی همچنین در تیم ملی فوتبال لبنان بازی کرده‌است.